# Христіан-Гофман фон Гофмансвальдау
Христіан-Гофман фон Гофмансвальдау (Christian Hoffmann von Hoffmannswaldau; хрещений 25 грудня 1616, Бреслау — 18 квітня 1679, там же) — німецький поет і автор епіграм, мер Вроцлава, господар замку Намислув, засновник так званої «другої силезької школи» в німецькій поезії, що ставила своїм ідеалом «das Neue und Ungemeine, das niedliche und galante» і наслідувала італійських поетів Джамбатісто Маріно та Гваріні.
Ввів у німецьку поезію антитези, гру слів, гостроти і химерні образи. Його «Galante Gelegenheitsgeistgedichte» мали величезний успіх і закріпили за автором ім'я німецького Овідія. Відомі, крім того, його «Kuriose Heldenbriefe und andere herrliche Gedichte» (1673); алегоричні сонети, в яких, оспівуючи свою кохану Аманду, він докладає до неї цілий ряд епітетів на кшталт: «Sandbüchse meiner Pein, Baumöl meiner Schmerzen», «Lichtputze meiner Noth, Federwisch der Sorgen» і т. д. Повне зібрання його віршів разом з віршами Лоенштайна, Бессера та інших представників тієї ж школи зробив А. Нейкірх (Лейпциг, 1695—1724). Окремі п'єси включені в «Bibliothek deutscher Dichter des 17 Jahrh.» (Лейпциг, 1838).